# Genaro Estación
Genaro Estación är en ort i Mexiko.   Den ligger i kommunen Noria de Ángeles och delstaten Zacatecas, i den centrala delen av landet, 400 km nordväst om huvudstaden Mexico City. Genaro Estación ligger 2 120 meter över havet och antalet invånare är 373.
Terrängen runt Genaro Estación är varierad. Runt Genaro Estación är det ganska glesbefolkat, med 34 invånare per kvadratkilometer. Närmaste större samhälle är Loreto, 10,7 km sydväst om Genaro Estación. Omgivningarna runt Genaro Estación är i huvudsak ett öppet busklandskap.